# Hana a její bratři
Hana a její bratři (v originále Hana a jej bratia) je hraný film z roku 2000. Jedná se o první slovenský celovečerní film s gay tematikou. Zároveň je prvním celovečerním filmem Vlado Adáska. Poprvé byl představen na 2. ročníku MFF Bratislava 2000, kde se účastnil „soutěže prvních a druhých hraných filmů“. Většina zdrojů však jako datum vzniku uvádí až rok 2001 (viz Externí odkazy).
Název snímku odkazuje jak na oscarový film Hana a její sestry z roku 1986 režiséra Woodyho Allena (spíše z recese), tak i na Hanu Hegerovou. Právě skrze její písně promlouvá Hana, jedna z hlavních postav filmu (ztvárněná samotným režisérem).

## Obsazení
| Vlado Adásek         | Hana           |
| Martin Keder         | Martin         |
| Lucia Hurajová       | Hema           |
| Marta Zuchová        | Theodora       |
| Patrícia Jariabková  | Viera          |
| Rudo Kratochvil      | Vlado          |
| Scarlett Canakyová   | Eva            |
| Csongor Kassai       | Miloš          |
| Gabriela Dzuríková   | Bozka          |
| Vladimír Sadilek     | Jano           |
| Natálie Drabiscáková | Magda          |
| Jan Martinkovic      | Stefan         |
| Danica Korsová       | Irma           |
| Miško Toure          | Andrejko       |
| Veronika Turoková    | Evička         |
| Dušan Cinkota        | Ondrej         |
| Juraj Mojzis         | Duga           |
| Nora Srncová         | pošťačka       |
| Peter Bebjak         | profesor       |
| Karol Čálik          | Kveta          |
| Roman Hása           | Lucia          |
| Milan Remac          | Carovna        |
| Marián Curko         | Stripina       |
| Jozef Procko         | televizní host |
| Juraj Chlpik         | policista      |
| Drahomir Haas        | číšník         |
| Albert Vlk           | televizák      |

| „                         | Možná to zní divně, ale já ten film už nenávidím (…) Zároveň ho ale miluju, protože je to moje dítě. Navíc prvorozené. (…) Někdy se u něj zasměju, jindy si při něm zabrečím. Někdy mu absolutně nerozumím, někdy si myslím, že je úplně geniální. No úplně jako střelený rodič. | “ |
| — režisér Vladimír Adásek | |   |